# New York Liberty 2011
La stagione 2011 delle New York Liberty fu la 15ª nella WNBA per la franchigia.
Le New York Liberty arrivarono quarte nella Eastern Conference con un record di 19-15. Nei play-off persero la semifinale di conference con le Indiana Fever (2-1).

## Roster
| N° | Naz.                   | Ruolo | Sportivo               | Anno | Alt. | Peso |
| -- | ---------------------- | ----- | ---------------------- | ---- | ---- | ---- |
| 5  | Stati Uniti (bandiera) | G     | Leilani Mitchell       | 1985 | 165  | 59   |
| 6  | Stati Uniti (bandiera) | GA    | Sidney Spencer         | 1985 | 191  | 83   |
| 9  | Stati Uniti (bandiera) | C     | Quanitra Hollingsworth | 1988 | 196  | 91   |
| 14 | Stati Uniti (bandiera) | A     | Nicole Powell          | 1982 | 188  | 77   |
| 15 | Stati Uniti (bandiera) | C     | Kia Vaughn             | 1987 | 193  | 94   |
| 17 | Stati Uniti (bandiera) | GA    | Essence Carson         | 1986 | 183  | 75   |
| 22 | Stati Uniti (bandiera) | GA    | Alex Montgomery        | 1988 | 185  | 84   |
| 23 | Stati Uniti (bandiera) | G     | Cappie Pondexter       | 1983 | 175  | 73   |
| 33 | Stati Uniti (bandiera) | A     | Plenette Pierson       | 1981 | 188  | 81   |
| 41 | Stati Uniti (bandiera) | A     | Felicia Chester        | 1988 | 191  | 82   |
| 45 | Stati Uniti (bandiera) | AC    | Kara Braxton           | 1983 | 198  | 102  |
| 50 | Stati Uniti (bandiera) | G     | Sydney Colson          | 1989 | 173  | 64   |
| 51 | Stati Uniti (bandiera) | A     | Jessica Breland        | 1988 | 191  | 75   |
| 53 | Stati Uniti (bandiera) | C     | Ta'Shia Phillips       | 1989 | 198  | 90   |

## Staff tecnico
- Allenatore: John Whisenant
- Vice-allenatori: Monique Ambers, Lady Hardmon
- Preparatore atletico:  Lisa White
- Preparatore fisico: Kevin Duffy